# Vincenzo Sarno (calciatore)
Vincenzo Sarno (Napoli, 11 marzo 1988) è un calciatore italiano, attaccante del Portici.

## Biografia
Il suo trasferimento al Torino nel 1999 in cambio di 120 milioni di lire destò scalpore, ottenendo risonanza mediatica internazionale.

## Caratteristiche tecniche
È un'ala destra, in possesso di discrete doti tecniche. Predilige inserirsi in profondità partendo da destra, in modo da sfruttare il suo mancino. Può essere impiegato da trequartista.

## Carriera
Inizia a giocare a calcio nella "Gaetano Scirea" di Secondigliano. Il 28 gennaio 1999 si trasferisce al Torino per 120 milioni di lire, venendo aggregato alle giovanili. Dopo breve tempo però, per questioni di ambientamento, lascia i granata e rientra a Napoli. Nel 2002 viene tesserato dalla Roma, che lo aggrega al proprio settore giovanile.
Il 21 ottobre 2005 viene ceduto a parametro zero alla Sangiovannese, in Serie C1 e, dopo il prestito al Giulianova, viene acquistato dal Brescia, in Serie B. Fa il suo esordio nel campionato cadetto il 17 maggio 2008 in Rimini-Brescia (2-1), subentrando al 75' al posto di Andrea Rispoli. Il 23 ottobre 2008 viene venduto al Potenza, in Lega Pro Prima Divisione.
Il 20 luglio 2009 firma con la Pro Patria e, dopo tre stagioni a Busto Arsizio, riesce a fare un nuovo salto di categoria, passando alla Reggina, in Serie B. Non trovando però spazio in rosa, nel corso del mercato invernale viene girato in prestito alla Virtus Lanciano, in Lega Pro Prima Divisione. Qui mette a segno 2 reti – di cui una nella finale di ritorno dei play-off vinta 1-3 contro il Trapani – in 15 presenze, contribuendo alla promozione dei rossoneri in Serie B, la prima nella storia degli abruzzesi.
Terminato il prestito rientra alla Reggina, venendo aggregato all'organico del tecnico Davide Dionigi. Mette a segno la sua prima rete amaranto il 27 ottobre contro l'Ascoli (2-0). A gennaio viene messo fuori rosa per dissidi con l'allenatore. Viene però reintegrato a marzo, terminando la stagione in Serie B con una rete in 28 presenze complessive.
Il 7 settembre 2013 viene ingaggiato dalla Virtus Entella, in Lega Pro Prima Divisione  e contribuisce con prestazioni di spessore alla storica vittoria del campionato che gli vale la promozione in Serie B.
Non partecipa al torneo cadetto perché a settembre 2014 firma un biennale con il Foggia, in Lega Pro. Sotto la guida di Roberto De Zerbi trova grande continuità di impiego, rendendosi autore di ottime prestazioni e diventando uno dei beniamini della tifoseria locale. Termina la stagione con 12 reti in 33 presenze, tra cui una doppietta nel derby vinto 2-0 contro il Lecce.
Dopo aver vinto la Coppa Italia Lega Pro nel 2016, il 23 aprile 2017 vince il campionato con due giornate d'anticipo, riportando il Foggia in Serie B. Il 27 maggio si aggiudica la Supercoppa di Lega Pro, battendo 4-2 il Venezia. Poi, in estate, viene messo clamorosamente fuori rosa.
Il 19 gennaio 2018 scende di categoria, accordandosi con il Padova. Anche con gli euganei a fine stagione vince il campionato e la Supercoppa di Serie C. Per l'attaccante si tratta del terzo campionato vinto in Serie C, il secondo consecutivo.
Il 25 gennaio 2019 viene acquistato a titolo definitivo dal Catania, sempre in Serie C., ma dopo un solo anno viene girato alla Triestina con la formula del prestito con diritto di riscatto, fa il suo esordio con gol siglando una rete di pregevole fattura contro il Sudtirol, ed fine stagione viene riscattato dalla società alabardata per un'altra stagione.
Il 30 settembre 2022 torna al Catania, che riparte dalla in Serie D, dopo il fallimento dei mesi precedenti. Il 26 febbraio, nel corso della gara disputata contro il Paternò, subisce una lesione al legamento crociato anteriore del ginocchio sinistro, che lo costringe a chiudere anticipatamente la stagione. Il 19 marzo la squadra vince il campionato con sei giornate d'anticipo, ritornando così fra i professionisti.
Il 14 settembre 2023 viene ingaggiato dal Real Casalnuovo, nei dilettanti. Il 21 luglio 2024 si trasferisce al Pompei, per una nuova stagione sempre in Serie D.
Il 1° aprile 2025 all'età di trentasette anni comunica ufficialmente il suo ritiro dal calcio giocato professionistico, per trasferirsi nei dilettanti al Portici 1906.

## Statistiche

### Presenze e reti nei club
Statistiche aggiornate al 15 settembre 2024.
| Stagione             | Squadra              | Campionato           | Campionato | Campionato | Coppe nazionali | Coppe nazionali | Coppe nazionali | Coppe continentali | Coppe continentali | Coppe continentali | Altre coppe | Altre coppe | Altre coppe | Totale | Totale |
| Stagione             | Squadra              | Comp                 | Pres       | Reti       | Comp            | Pres            | Reti            | Comp               | Pres               | Reti               | Comp        | Pres        | Reti        | Pres   | Reti   |
| -------------------- | -------------------- | -------------------- | ---------- | ---------- | --------------- | --------------- | --------------- | ------------------ | ------------------ | ------------------ | ----------- | ----------- | ----------- | ------ | ------ |
| 2005-2006            | Sangiovannese        | C1                   | 17+1       | 1          | CI+CI-C         | 0               | 0               | -                  | -                  | -                  | -           | -           | -           | 18     | 1      |
| 2006-gen. 2007       | Sangiovannese        | C1                   | 1          | 0          | CI+CI-C         | 1+2             | 0               | -                  | -                  | -                  | -           | -           | -           | 4      | 0      |
| gen.-giu. 2007       | Giulianova           | C1                   | 14         | 0          | CI-C            | -               | -               | -                  | -                  | -                  | -           | -           | -           | 14     | 0      |
| 2007-gen. 2008       | Sangiovannese        | C1                   | 5          | 0          | CI-C            | 0               | 0               | -                  | -                  | -                  | -           | -           | -           | 5      | 0      |
| Totale Sangiovannese | Totale Sangiovannese | Totale Sangiovannese | 23+1       | 1          |                 | 3               | 0               |                    | -                  | -                  |             | -           | -           | 27     | 1      |
| gen.-giu. 2008       | Brescia              | B                    | 2          | 0          | CI              | -               | -               | -                  | -                  | -                  | -           | -           | -           | 2      | 0      |
| 2008-2009            | Potenza              | 1D                   | 22         | 1          | CI-LP           | -               | -               | -                  | -                  | -                  | -           | -           | -           | 22     | 1      |
| 2009-2010            | Pro Patria           | 1D                   | 27+2       | 4          | CI+CI-LP        | 2+2             | 1+1             | -                  | -                  | -                  | -           | -           | -           | 33     | 6      |
| 2010-gen. 2011       | Pro Patria           | 2D                   | 13         | 3          | CI-LP           | 5               | 0               | -                  | -                  | -                  | -           | -           | -           | 18     | 3      |
| Totale Pro Patria    | Totale Pro Patria    | Totale Pro Patria    | 40+2       | 7          |                 | 9               | 2               |                    | -                  | -                  |             | -           | -           | 51     | 9      |
| gen.-giu. 2011       | Reggina              | B                    | 4+1        | 0          | CI              | -               | -               | -                  | -                  | -                  | -           | -           | -           | 5      | 0      |
| 2011-gen. 2012       | Reggina              | B                    | 3          | 0          | CI              | 0               | 0               | -                  | -                  | -                  | -           | -           | -           | 3      | 0      |
| gen.-giu. 2012       | Lanciano             | 1D                   | 11+4       | 0+2        | CI+CI-LP        | 0               | 0               | -                  | -                  | -                  | -           | -           | -           | 15     | 2      |
| 2012-2013            | Reggina              | B                    | 26         | 1          | CI              | 2               | 0               | -                  | -                  | -                  | -           | -           | -           | 28     | 1      |
| Totale Reggina       | Totale Reggina       | Totale Reggina       | 33+1       | 1          |                 | 2               | 0               |                    | -                  | -                  |             | -           | -           | 36     | 1      |
| 2013-2014            | Virtus Entella       | 1D                   | 21         | 1          | CI+CI-LP        | 0+2             | 1               | -                  | -                  | -                  | SdL-1D      | 2           | 0           | 25     | 2      |
| 2014-2015            | Foggia               | LP                   | 33         | 12         | CI-LP           | -               | -               | -                  | -                  | -                  | -           | -           | -           | 33     | 12     |
| 2015-2016            | Foggia               | LP                   | 33+5       | 10+3       | CI+CI-LP        | 3+2             | 0+3             | -                  | -                  | -                  | -           | -           | -           | 43     | 16     |
| 2016-2017            | Foggia               | LP                   | 30         | 8          | CI+CI-LP        | 1+0             | 0               | -                  | -                  | -                  | S-LP        | 2           | 0           | 33     | 8      |
| 2017-gen. 2018       | Foggia               | B                    | 0          | 0          | CI              | 0               | 0               | -                  | -                  | -                  | -           | -           | -           | 0      | 0      |
| Totale Foggia        | Totale Foggia        | Totale Foggia        | 96+5       | 30+3       |                 | 6               | 3               |                    | -                  | -                  |             | 2           | 0           | 109    | 36     |
| gen.-giu. 2018       | Padova               | C                    | 14         | 0          | CI+CI-C         | 0+1             | 0               | -                  | -                  | -                  | SC          | 0           | 0           | 15     | 0      |
| 2018-gen. 2019       | Padova               | B                    | 1          | 0          | CI              | 0               | 0               | -                  | -                  | -                  | -           | -           | -           | 1      | 0      |
| Totale Padova        | Totale Padova        | Totale Padova        | 15         | 0          |                 | 1               | 0               |                    | -                  | -                  |             | 0           | 0           | 16     | 0      |
| gen.-giu. 2019       | Catania              | C                    | 9+5        | 1+1        | CI+CI-C         | 0+1             | 0               | -                  | -                  | -                  | -           | -           | -           | 15     | 2      |
| 2019-gen. 2020       | Catania              | C                    | 9          | 3          | CI+CI-C         | 2+2             | 1+0             | -                  | -                  | -                  | -           | -           | -           | 13     | 4      |
| gen.-giu. 2020       | Triestina            | C                    | 3+2        | 2          | CI-C            | -               | -               | -                  | -                  | -                  | -           | -           | -           | 5      | 2      |
| 2020-2021            | Triestina            | C                    | 25+1       | 2          | CI              | 2               | 0               | -                  | -                  | -                  | -           | -           | -           | 28     | 2      |
| 2021-2022            | Triestina            | C                    | 20+2       | 0          | CI-C            | 1               | 0               | -                  | -                  | -                  | -           | -           | -           | 23     | 0      |
| Totale Triestina     | Totale Triestina     | Totale Triestina     | 48+5       | 4          |                 | 3               | 0               |                    | -                  | -                  |             | -           | -           | 56     | 4      |
| 2022-2023            | Catania              | D                    | 18         | 2          | CI-D            | -               | -               | -                  | -                  | -                  | PS          | 0           | 0           | 18     | 2      |
| Totale Catania       | Totale Catania       | Totale Catania       | 36+5       | 6+1        |                 | 5               | 1               |                    | -                  | -                  |             | 0           | 0           | 46     | 8      |
| 2023-2024            | Real Casalnuovo      | D                    | 21         | 6          | CI-D            | 0               | 0               | -                  | -                  | -                  | -           | -           | -           | 21     | 6      |
| 2024-2025            | Pompei               | D                    | 2          | 0          | CI-D            | 1               | 1               | -                  | -                  | -                  | -           | -           | -           | 3      | 1      |
| Totale carriera      | Totale carriera      | Totale carriera      | 407        | 63         |                 | 32              | 8               |                    | -                  | -                  |             | 4           | 0           | 443    | 71     |

## Palmarès

### Club

#### Competizioni nazionali
- Lega Pro Prima Divisione: 1

Virtus Entella: 2013-2014 (Girone A)
- Coppa Italia Lega Pro: 1

Foggia: 2015-2016
- Lega Pro: 1

Foggia: 2016-2017 (Girone C)
- Supercoppa di Lega Pro: 1

Foggia: 2017
- Serie C: 1

Padova: 2017-2018 (Girone B)
- Supercoppa di Serie C: 1

Padova: 2018
- Serie D: 1

Catania: 2022-2023 (Girone I)